# Нижня Ванйоль
Нижня Ванйо́ль або Нижня Вань-Йоль або Ули́с-Ваньйо́ль або Ули́с-Ван'є́ль (рос. Нижняя Ванъёль, Нижняя Вань-Ёль, Улыс-Ваньёль, Улыс-Ванъель) — річка в Республіці Комі, Росія, права притока річки Когель, правої притоки річки Ілич, правої притоки річки Печора. Протікає територією Троїцько-Печорського району.
Річка бере початок із болота Когельнюр (Когелнюр), протікає на південь, південний схід та схід.